# La Cruz del Padre Razo
La Cruz del Padre Razo es una localidad del estado mexicano de Guanajuato. Es parte del municipio de Dolores Hidalgo.

## Toponimia
El nombre de la localidad rinde homenaje al sacerdote Pedro Razo, párroco de Dolores Hidalgo, fusilado el 18 de julio de 1928 durante la Guerra Cristera.

## Demografía
| Gráfica de evolución demográfica |
|                                  |

| Censo | Población |
| ----- | --------- |
| 1980  | 184       |
| 1990  | 476       |
| 2000  | 653       |
| 2010  | 922       |
| 2020  | 1 092     |